# Rising (album)
Rising (nebo také Rainbow Rising) je druhé studiové album anglické hard rockové skupiny Rainbow, vydané v roce 1976.

## Seznam skladeb
Všechny skladby napsali Ritchie Blackmore a Ronnie James Dio.

### Strana 1
1. "Tarot Woman" – 5:58
2. "Run with the Wolf" – 3:48
3. "Starstruck" – 4:06
4. "Do You Close Your Eyes" – 2:58

### Strana 2
1. "Stargazer" – 8:26
2. "A Light in the Black" – 8:12

## Deluxe edice – 2011

### Disk 1
1. "Tarot Woman (New York Mix)"
2. "Run With The Wolf (New York Mix)"
3. "Starstruck (New York Mix)"
4. "Do You Close Your Eyes (New York Mix)"
5. "Stargazer (New York Mix)"
6. "A Light In The Black (New York Mix)"
7. "Tarot Woman (Los Angeles Mix)"
8. "Run With The Wolf (Los Angeles Mix)"
9. "Starstruck (Los Angeles Mix)"
10. "Do You Close Your Eyes (Los Angeles Mix)"
11. "Stargazer (Los Angeles Mix)"
12. "A Light In The Black (Los Angeles Mix)"

### Disk 2
1. "Tarot Woman (Rough Mix)"
2. "Run With The Wolf (Rough Mix)"
3. "Starstruck (Rough Mix)"
4. "Do You Close Your Eyes (Rough Mix)"
5. "Stargazer (Rough Mix)"
6. "A Light In The Black (Rough Mix)"
7. "Stargazer (Pirate Sound Tour Rehearsal)"

## Sestava
- Ritchie Blackmore – kytara
- Ronnie James Dio – zpěv
- Tony Carey – klávesy
- Jimmy Bain – baskytara
- Cozy Powell – bicí